# Cäsar Wolf
Cäsar Wolf (geboren am 18. Mai 1874 in Hamburg; gestorben am 13. Mai 1933 ebenda) war ein deutscher Privatbankier und Freimaurer.

## Familie
Sally Cäsar Wolf entstammte einer jüdischen Familie von Bankiers. Seit 1899 war er mit Elisabeth Meyer verheiratet, die sich am 4. Dezember 1941 kurz vor ihrer Deportation nach Riga suizidierte. Aus der Ehe ging eine Tochter hervor, sie entging dem Holocaust durch Emigration nach Schweden.

## Ausbildung und Beruf
Wolf absolvierte eine Lehre im Bankhaus J. Goldschmidt. Nach dem Tod seines Vaters und seines Bruders übernahm er das väterliche Unternehmen, eine Privatbank mit Sitz in Hamburg.

## Freimaurerei und gesellschaftliches Engagement
Wolf engagierte sich jahrzehntelang in der Freimaurerei. Vom 14. März 1901 bis zu seinem Tod gehörte er der Loge Absalom zu den drei Nesseln, vormals Loge d’Hambourg, an. Von 1904 bis 1908 übte Wolf in dieser Loge das Amt des Schatzmeisters aus. 1908 wählten ihn die Freimaurer seiner Loge zum Meister vom Stuhl. Dieses Amt übte er zunächst bis Ende Mai 1923 aus, offen antisemitische Strömungen in der Hamburger Freimaurerei veranlassten ihn zum Rücktritt. 1926 nahm er auf Bitten seiner Logenbrüder das Amt des Meisters vom Stuhl wieder auf. 23 Logen und Großlogen führten ihn auf ihren Listen der Ehrenmitglieder.
Wolfs karitatives Handeln war vielfältig. Er setzte sich für die Förderung von Schauspielkindern aus armen Familien ein, betätigte sich in der Schwerbehindertenfürsorge („Krüppelfürsorge“) und wirkte in der Vaterstädtischen Stiftung, die Wohnraum für mittellose Senioren bereitstellte.

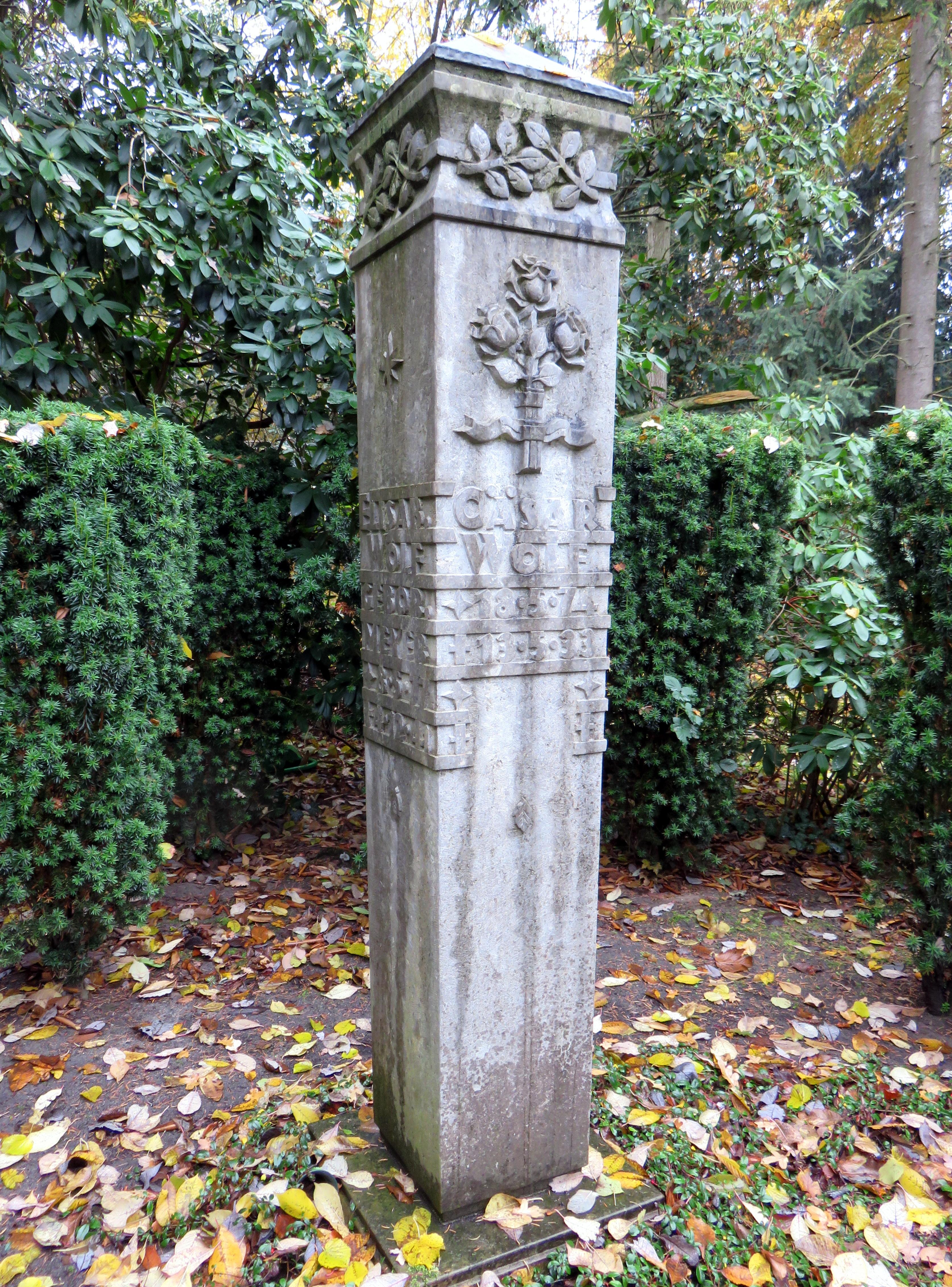
Grabstein Cäsar Wolf auf dem Friedhof Ohlsdorf

Wolf verstand sich als Patriot und meldete sich nach Beginn des Ersten Weltkrieges als Kriegsfreiwilliger, wurde jedoch aus gesundheitlichen Gründen abgelehnt. Die umfangreiche finanzielle Schenkung eines verstorbenen Logenbruders nutzte Wolf in seiner Eigenschaft als Meister vom Stuhl, um auf dem Gelände des von Freimaurern errichteten Elisabeth-Krankenhauses (heute Elisabeth Alten- und Pflegeheim der Freimaurer von 1795 e. V.) ein Lazarett mit einer Kapazität von 125 Betten zu errichten. Aus diesem Vermächtnis und mit Mitteln seines eigenen Vermögens finanzierte er ferner einen Lazarettzug mit mehr als 30 Waggons. Seit 1921 wirkte Wolf als geschäftsführender Vorsitzender des Freimaurer-Krankenhauses. Unter seiner Führung galt es als eine der besten Kliniken Hamburgs.

## NS-Diktatur und Lebensende
Bereits wenige Wochen nach der Machtübergabe an die Nationalsozialisten am 30. Januar 1933 betraf die antisemitische Politik auch Cäsar Wolf persönlich. Anfang Mai 1933 verwehrte ihm ein Uniformierter den Zutritt zum Elisabeth-Krankenhaus. In der Nacht vom 12. auf den 13. Mai 1933 erschoss sich Wolf unmittelbar vor dieser Klinik. Die Beisetzung fand am 14. Mai 1933 auf dem Hauptfriedhof Ohlsdorf bei Planquadrat G 5 südlich der  Bergstraße statt.

## Nachleben

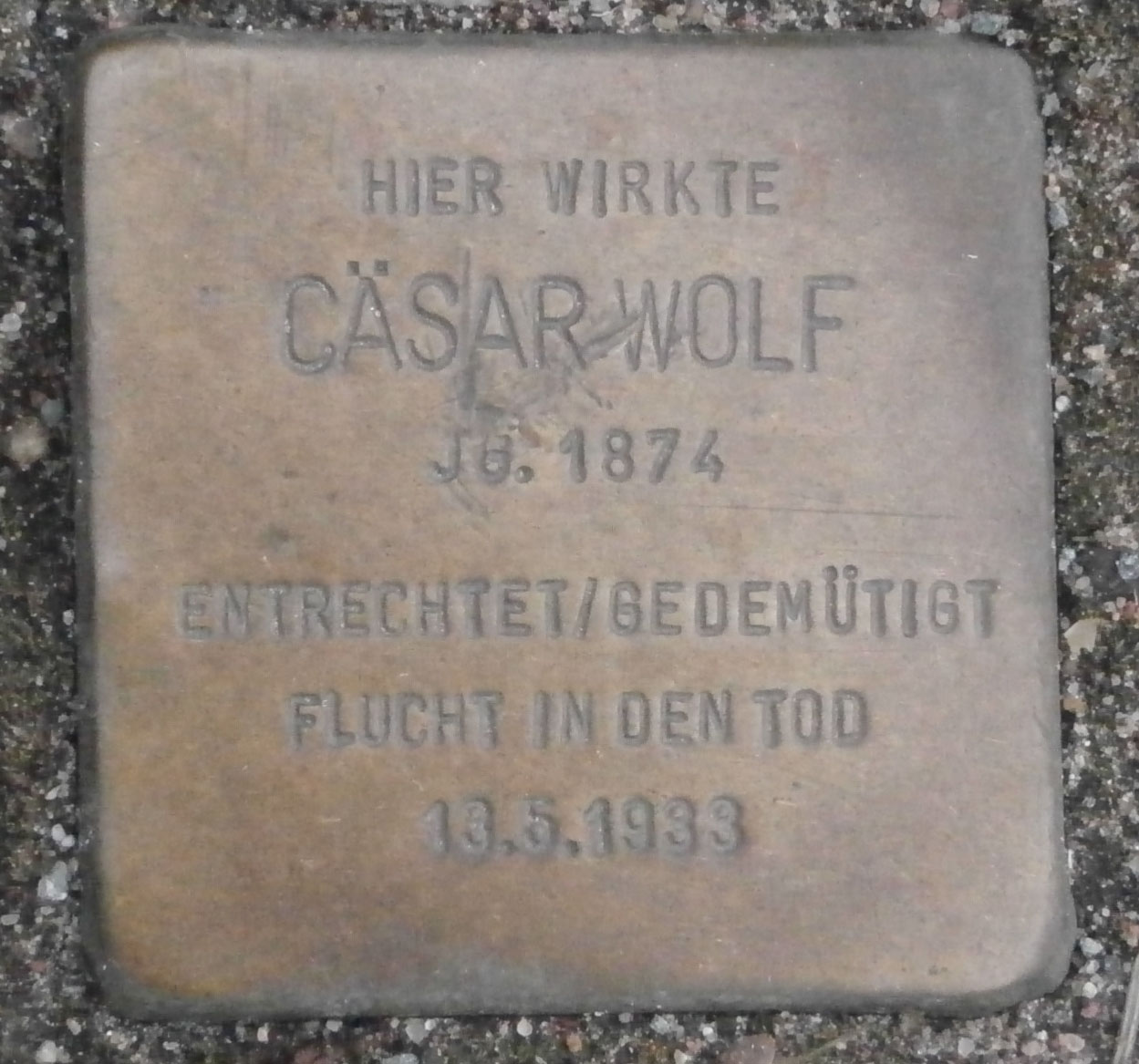
Stolperstein im Kleinen Schäferkamp 43 vor dem ehemaligen Krankenhaus

Am 23. Mai 1933 hielt die Absalom-Stiftung e. V. im Curiohaus eine Gedenkfeier für Wolf ab. Viele Jahrzehnte galt sein Grab als verschollen. Nachdem es schließlich wiederentdeckt wurde, sorgten Hamburger Freimaurer für die Restaurierung der 2,4 Meter hohen Stele aus Kalksandstein. Seither wird seiner dort alljährlich an seinem Todestag gedacht. Im Eingangsbereich des Elisabeth Alten- und Pflegeheims findet sich zudem eine Gedenktafel. Drei Stolpersteine – vor dem Seniorenheim, vor seinem letzten Wohnort in der Hamburger Oberstraße 107 und vor der Handelskammer Hamburg – erinnern an ihn.